# Љиљана Николовска
Љиљана Николовска (Сплит, 24. август 1964) је југословенска и хрватска певачица македонског порекла. Најпознатија је као певачица сплитске групе Магазин. Са групом Магазин је снимила седам албума и појавила се на многим компилацијама од 1983. до средине 1990. године.
Од 1995. године Љиљана је у браку са музичарем Питом Мазиком, са којим има сина Тонија. Живе и раде у Сан Педру, у Калифорнији, САД.

## Дискографија
1. Коколо (1983) — 170.000 примерака
2. О, ла, ла (1984) — 12.000 примерака
3. Пиши ми (1985) — 380.000 примерака
4. Пут путујем (1986) — 570.000 примерака
5. Магазин (1987) — 630.000 примерака
6. Бесане ноћи (1988) — 460.000 примерака
7. Добро јутро (1989) — 380.000 примерака
8. Најбоље године (1991) — 430.000 примерака
9. Најбоље године (1993) — непознат број продатих примерака
10. Сви највећи хитови 1983—1990 — непознат број продатих примерака
11. Магазин-Сви највећи хитови 1983—1990 (2003)
12. Лет (1996) — непознат број продатих примерака

## Фестивали
Сплит:
- Коколо (као вокал групе Магазин), 1983.
- Гроб на шкоју (као вокал групе Магазин, вече Устанак и море), 1983.
- Никола (као вокал групе Магазин), 1984.
- Врати ми, врати све (као вокал групе Магазин), 1985.
- Не могу да га не волим (као вокал групе Магазин), друга награда публике, 1986.
- Два зрна грожђа (као вокал групе Магазин, Ауторско вече Зденка Руњића), 1986.
- Ако чаша пукне, 1995.
- Твоје име, 1996.

Мелодије хрватског Јадрана, Сплит:
- Седми дан, 1996.

Загреб:
- Пиши ми (као вокал групе Магазин), друга награда публике, 1985.
- Пусти сузу за нас (Вече нових трендова шансоне, дует са Матом Дошеном), 1986.
- Прекрит ће ме звијезде, 1995.
- Пиши ми (Ретроспектива Загребачког фестивала), 2013.

Загорјефест:
- Ако чаша пукне, 1995.

Мелодије Мостара:
- Писмо, 1996.